# Presidente de Sudáfrica
El presidente de Sudáfrica (en afrikáans:  President van die Republiek van Suid-Afrika) es el cargo que ocupa quien ostenta el poder ejecutivo de Sudáfrica desde el fin del régimen del Apartheid, es decir, desde 1994.
Este cargo es actualmente ostentado por Cyril Ramaphosa, perteneciente al Congreso Nacional Africano, además, el cargo es siempre designado por el Parlamento.

## Orígenes
Han existido varias manifestaciones del cargo de presidente. Algunos aspectos de estos cargos existen en la presidencia actual. El liderazgo ejecutivo de las colonias británicas de Natal y de la Colonia del Cabo recaía en sus gobernadores. Asimismo, recaía en los presidentes de las repúblicas bóer de Transvaal y del Estado Libre de Orange. La alternancia de soberanía como resultado de las guerras culminó en el Tratado de Vereeniging, que puso fin a la segunda guerra bóer. 
La Unión de Sudáfrica, un dominio británico, se estableció el 31 de mayo de 1910 con el monarca británico como jefe de Estado titular, representado por un virrey, el gobernador general.
Tras el referéndum de 1960 sobre la República de Sudáfrica y la posterior declaración de la República de Sudáfrica el 31 de mayo de 1961, se creó el cargo de presidente del Estado de Sudáfrica. Originalmente era un puesto ceremonial, pero se convirtió en un puesto ejecutivo en 1984, cuando la nueva Constitución sudafricana de 1983 abolió el cargo de primer ministro y transfirió sus poderes al presidente del Estado. El país puso fin al gobierno minoritario en 1994. El cargo de presidente y las funciones que lo acompañan fueron establecidos por el capítulo cinco de la Constitución de Sudáfrica.

## Sistema electoral
El país tiene un sistema particular para la elección de su presidente. A diferencia de otras antiguas colonias y dominios británicos que han adoptado una forma de gobierno republicana parlamentaria y de los que siguen el sistema Westminster, el presidente de Sudáfrica es a la vez jefe de Estado y jefe de Gobierno, además de comandante en jefe de la Fuerza Nacional de Defensa Sudafricana (SANDF). A diferencia de los sistemas presidenciales de todo el mundo, el presidente de Sudáfrica es elegido por el Parlamento de Sudáfrica en lugar de directamente por el pueblo. Por lo tanto, en teoría, los ciudadanos son responsables ante él y pueden influir en la legislación en la práctica como jefe del partido mayoritario.
El presidente es elegido en la primera sesión del Parlamento después de una elección y siempre que se produzca una vacante. El presidente es elegido por la Asamblea Nacional, la cámara baja del Parlamento, de entre sus miembros. El presidente del Tribunal Supremo debe supervisar la elección. Una vez elegido, una persona ya no es miembro de la Asamblea Nacional. Luego debe jurar como presidente dentro de los cinco días posteriores a la elección.  En caso de que se produzca una vacante, el presidente de la Corte Suprema debe fijar la fecha de una nueva elección, pero no más de 30 días después de que se produzca la vacante.
La Constitución ha prescrito un sistema que combina los sistemas parlamentario y presidencial de una manera única. Sólo Botsuana y algunos otros países utilizan un sistema similar.  Entre 1996 y 2003, Israel combinó ambos sistemas de forma opuesta, con elecciones directas para el cargo de primer ministro.
Aunque la Presidencia es la institución clave, está rodeada de numerosos controles y contrapesos que impiden su dominio total sobre el Gobierno, como era el caso en muchos países africanos. El mandato presidencial es de cinco años, con un límite de dos mandatos.  De esta manera, el sistema electoral intenta (al menos en el papel) evitar la acumulación de poder en el presidente, como ocurrió durante el apartheid y como sucede actualmente en muchos otros países africanos.

## Sucesión
Según el capítulo cinco de la constitución, el presidente sólo puede ejercer los poderes del cargo presidencial mientras se encuentre en la República de Sudáfrica. El presidente puede designar a un presidente interino cuando viaja fuera del país o no puede cumplir con los deberes del cargo.
Una vacante presidencial debe ser cubierta primero por el presidente adjunto, luego por un ministro del Gabinete seleccionado por el presidente, después por un ministro del Gabinete seleccionado por el Gabinete y, finalmente, por el presidente de la Asamblea Nacional.

## Poderes presidenciales
El presidente es el jefe de Estado, jefe de Gobierno y comandante en jefe de la Fuerza Nacional de Defensa de Sudáfrica. Los derechos, responsabilidades y remuneración del presidente se enumeran en el Capítulo V de la Constitución de Sudáfrica y en las enmiendas y leyes posteriores aprobadas por el Parlamento de Sudáfrica.
Los poderes ejecutivos de la república recaen en el presidente, quien nombra a diversos funcionarios para los puestos enumerados en la Constitución, de los cuales los más importantes son los ministros y magistrados del Tribunal Supremo de Apelaciones y el Tribunal Constitucional. El Gabinete del presidente implementa y hace cumplir la Constitución y las leyes y lleva a cabo los objetivos políticos del presidente.  Los jueces son designados por recomendación de la Comisión del Servicio Judicial.
El presidente desempeña un papel en la formación de la legislación. El presidente puede firmar proyectos de ley para convertirlos en leyes o vetarlos (sujeto a una anulación), remitirlos al Parlamento o al Tribunal Constitucional, o convocar un referéndum. El presidente convoca al parlamento y, a menudo, pronuncia un discurso sobre el estado de la nación al comienzo de cada sesión.
El presidente es el comandante en jefe de la Fuerza Nacional de Defensa de Sudáfrica, por lo que posee influencia o control sobre la política exterior y de seguridad.  El presidente tiene poderes constitucionales para declarar la guerra y hacer la paz, negociar y firmar (aunque no ratificar) tratados (y las alianzas que puedan derivarse de ellos), y recibir y nombrar funcionarios diplomáticos, conferir honores y conceder indultos.

## Presidentes de desde 1961

### Eraapartheid
| #                                     | Presidente               | Presidente                                                  | Presidente                                                                          | Inicio                                                                              | Fin                      | Partido | Vicepresidente               | Vicepresidente               | Elecciones       |
| ------------------------------------- | ------------------------ | ----------------------------------------------------------- | ----------------------------------------------------------------------------------- | ----------------------------------------------------------------------------------- | ------------------------ | ------- | ---------------------------- | ---------------------------- | ---------------- |
| Jefe de Estado ceremonial (1961-1984) |                          |                                                             |                                                                                     |                                                                                     |                          |         |                              |                              |                  |
| 1.º                                   |                          |                                                             | C. R. Swart (1894-1982) Presidente Estatal                                          | 31 de mayo de 1961                                                                  | 31 de mayo de 1967       | NP      | Vacante                      | Vacante                      | 1961 (indirecto) |
| -                                     |                          | Eben Dönges (1898-1968) Presidente Estatal electo           | Presidente electo, no tomó posesión por problemas de salud y falleció poco después. | Presidente electo, no tomó posesión por problemas de salud y falleció poco después. | NP                       | Vacante | Vacante                      | 1967 (indirecto)             |                  |
| -                                     |                          | Jozua François Naudé (1889-1969) Presidente del Senado      | 1 de junio de 1967                                                                  | 10 de abril de 1968                                                                 | NP                       | Vacante | Vacante                      | -                            |                  |
| 2.º                                   |                          | Jacobus Johannes Fouché (1898-1980) Presidente Estatal      | 10 de abril de 1968                                                                 | 9 de abril de 1975                                                                  | NP                       | Vacante | Vacante                      | 1968 (indirecto)             |                  |
| -                                     |                          | Johannes de Klerk (1903-1979) Presidente del Senado         | 9 de abril de 1975                                                                  | 19 de abril de 1975                                                                 | NP                       | Vacante | Vacante                      | -                            |                  |
| 3.º                                   |                          | Nicolaas Johannes Diederichs (1903-1978) Presidente Estatal | 19 de abril de 1975                                                                 | 21 de agosto de 1978                                                                | NP                       | Vacante | Vacante                      | 1975 (indirecto)             |                  |
| -                                     |                          | Marais Viljoen (1915-2007) Presidente del Senado            | 21 de agosto de 1978                                                                | 10 de octubre de 1978                                                               | NP                       | Vacante | Vacante                      | -                            |                  |
| 4.º                                   |                          | Balthazar Johannes Vorster (1915-1983) Presidente Estatal   | 10 de octubre de 1978                                                               | 4 de junio de 1979                                                                  | NP                       | Vacante | Vacante                      | 1978 (indirecto)             |                  |
| 5.º                                   |                          | Marais Viljoen (1915-2007) Presidente Estatal               | 4 de junio de 1979                                                                  | 3 de septiembre de 1984                                                             | NP                       |         | Alwyn Schlebusch (1982-1984) | 1979 (indirecto)             |                  |
| Jefe de Estado ejecutivo (1984-1994)  |                          |                                                             |                                                                                     |                                                                                     |                          |         |                              |                              |                  |
| -                                     |                          |                                                             | Pieter Willem Botha (1916-2006) Presidente Estatal                                  | 3 de septiembre de 1984                                                             | 14 de septiembre de 1984 | NP      |                              | Alwyn Schlebusch (1982-1984) | -                |
| 6.º                                   | 14 de septiembre de 1984 | 19 de enero de 1989                                         | Pieter Willem Botha (1916-2006) Presidente Estatal                                  | NP                                                                                  | Vacante                  | Vacante | 1984 (indirecto)             |                              |                  |
| -                                     |                          | Chris Heunis (1927-2006) Presidente Estatal interino        | 19 de enero de 1989                                                                 | 15 de marzo de 1989                                                                 | NP                       | Vacante | Vacante                      |                              |                  |
| 6.º                                   |                          | Pieter Willem Botha (1916-2006) Presidente Estatal          | 15 de marzo de 1989                                                                 | 14 de agosto de 1989                                                                | NP                       | Vacante | Vacante                      |                              |                  |
| -                                     |                          | Frederik de Klerk (1936-2021) Presidente Estatal            | 14 de agosto de 1989                                                                | 20 de septiembre de 1989                                                            | NP                       | Vacante | Vacante                      | -                            |                  |
| 7.º                                   | 20 de septiembre de 1989 | Frederik de Klerk (1936-2021) Presidente Estatal            | 10 de mayo de 1994                                                                  | NP                                                                                  | Vacante                  | Vacante | 1989 (indirecto)             |                              |                  |

### Era post-apartheid
| #                                     | Presidente              | Presidente                   | Presidente                    | Inicio                             | Fin                 | Partido                     | Vicepresidente                | Vicepresidente                | Elecciones       |
| ------------------------------------- | ----------------------- | ---------------------------- | ----------------------------- | ---------------------------------- | ------------------- | --------------------------- | ----------------------------- | ----------------------------- | ---------------- |
| Jefe de Estado ceremonial (1961-1984) |                         |                              |                               |                                    |                     |                             |                               |                               |                  |
| 1.º                                   |                         |                              | Nelson R. Mandela (1918-2013) | 10 de mayo de 1994                 | 16 de junio de 1999 | ANC                         |                               | Frederik de Klerk (1994-1996) | 1994 (indirecto) |
| 1.º                                   | Thabo Mbeki (1996-1999) |                              | Nelson R. Mandela (1918-2013) | 10 de mayo de 1994                 | 16 de junio de 1999 | ANC                         |                               |                               | 1994 (indirecto) |
| 2.º                                   |                         | Thabo M. Mbeki (1942-)       | 16 de junio de 1999           | 21 de mayo de 2004                 | ANC                 |                             | Jacob Zuma (1999-2005)        | 1999 (indirecto)              |                  |
| 2.º                                   | 21 de mayo de 2004      | Thabo M. Mbeki (1942-)       | 24 de septiembre de 2008      |                                    | ANC                 | Jacob Zuma (1999-2005)      | 2004 (indirecto)              |                               |                  |
| 2.º                                   | 21 de mayo de 2004      | Thabo M. Mbeki (1942-)       | 24 de septiembre de 2008      | Phumzile Mlambo-Ngcuka (2005-2008) | ANC                 |                             | 2004 (indirecto)              |                               |                  |
| 3.º                                   |                         | Kgalema P. Motlanthe (1949-) | 25 de septiembre de 2008      | 9 de mayo de 2009                  | ANC                 |                             | Baleka Mbete (2008-2009)      | 2008 (indirecto)              |                  |
| 4.º                                   |                         | Jacob G. Zuma (1942-)        | 9 de mayo de 2009             | 21 de mayo de 2014                 | ANC                 |                             | Kgalema Motlanthe (2009-2014) | 2009 (indirecto)              |                  |
| 4.º                                   | 21 de mayo de 2014      | Jacob G. Zuma (1942-)        | 14 de febrero de 2018         |                                    | ANC                 | Cyril Ramaphosa (2014-2018) | 2014 (indirecto)              |                               |                  |
| 5.º                                   |                         | Cyril Ramaphosa (1952-)      | 15 de febrero de 2018         | 22 de mayo de 2019                 | ANC                 |                             | David Mabuza (2018-2023)      | 2018 (indirecto)              |                  |
| 5.º                                   | 22 de mayo de 2019      | Cyril Ramaphosa (1952-)      | 14 de junio de 2024           |                                    | ANC                 | 2019 (indirecto)            | David Mabuza (2018-2023)      |                               |                  |
| 5.º                                   | 22 de mayo de 2019      | Cyril Ramaphosa (1952-)      | 14 de junio de 2024           | Paul Mashatile (2023-act.)         | ANC                 | 2019 (indirecto)            |                               |                               |                  |